# Garbów (gemeente)
De gemeente Garbów is een landgemeente in het Poolse woiwodschap Lublin, in powiat Lubelski.
De zetel van de gemeente is in Garbów.
Op 30 juni 2004 telde de gemeente 8968 inwoners.

## Oppervlakte gegevens
In 2002 bedroeg de totale oppervlakte van gemeente Garbów 102,42 km², waarvan:
- agrarisch gebied: 80%
- bossen: 15%

De gemeente beslaat 6,1% van de totale oppervlakte van de powiat.

## Administratieve plaatsen (sołectwo)
- Bogucin
- Borków
- Garbów (sołectwa: Garbów I en Garbów II)
- Gutanów
- Janów
- Karolin
- Leśce
- Meszno
- Piotrowice-Kolonia
- Piotrowice Wielkie
- Przybysławice
- Wola Przybysławska (sołectwa: Wola Przybysławska I en Wola Przybysławska II)
- Zagrody

## Demografie
Stand op 30 juni 2004:
| Omschrijving                   | Totaal | Totaal | Vrouwen | Vrouwen | Mannen | Mannen |
| ------------------------------ | ------ | ------ | ------- | ------- | ------ | ------ |
| eenheid                        | aantal | %      | aantal  | %       | aantal | %      |
| inwoners                       | 8968   | 100    | 4539    | 50,6    | 4429   | 49,4   |
| bevolkingsdichtheid (inw./km²) | 87,6   | 87,6   | 44,3    | 44,3    | 43,2   | 43,2   |

In 2002 bedroeg het gemiddelde inkomen per inwoner 1292,16 zł.

## Aangrenzende gemeenten
Abramów, Jastków, Kamionka, Markuszów, Nałęczów, Niemce